# IC 1871
IC 1871 — емісійна туманність у сузір'ї Кассіопея.
Міститься в оригінальній редакції Індексного каталогу.